# Барра-ди-Сан-Мигел (Алагоас)
Барра-ди-Сан-Мигел (порт. Barra de São Miguel) — муниципалитет в Бразилии, входит в штат Алагоас. Составная часть мезорегиона Восток штата Алагоас. Входит в экономико-статистический микрорегион Масейо. Население составляет 7274 человека на 2005 год. Занимает площадь 76,96 км².

## Статистика
- Валовой внутренний продукт на 2003 год составляет 23 953 реала (данные: Бразильский институт географии и статистики).
- Валовой внутренний продукт на душу населения на 2003 год составляет 3446 реалов (данные: Бразильский институт географии и статистики).

## Галерея

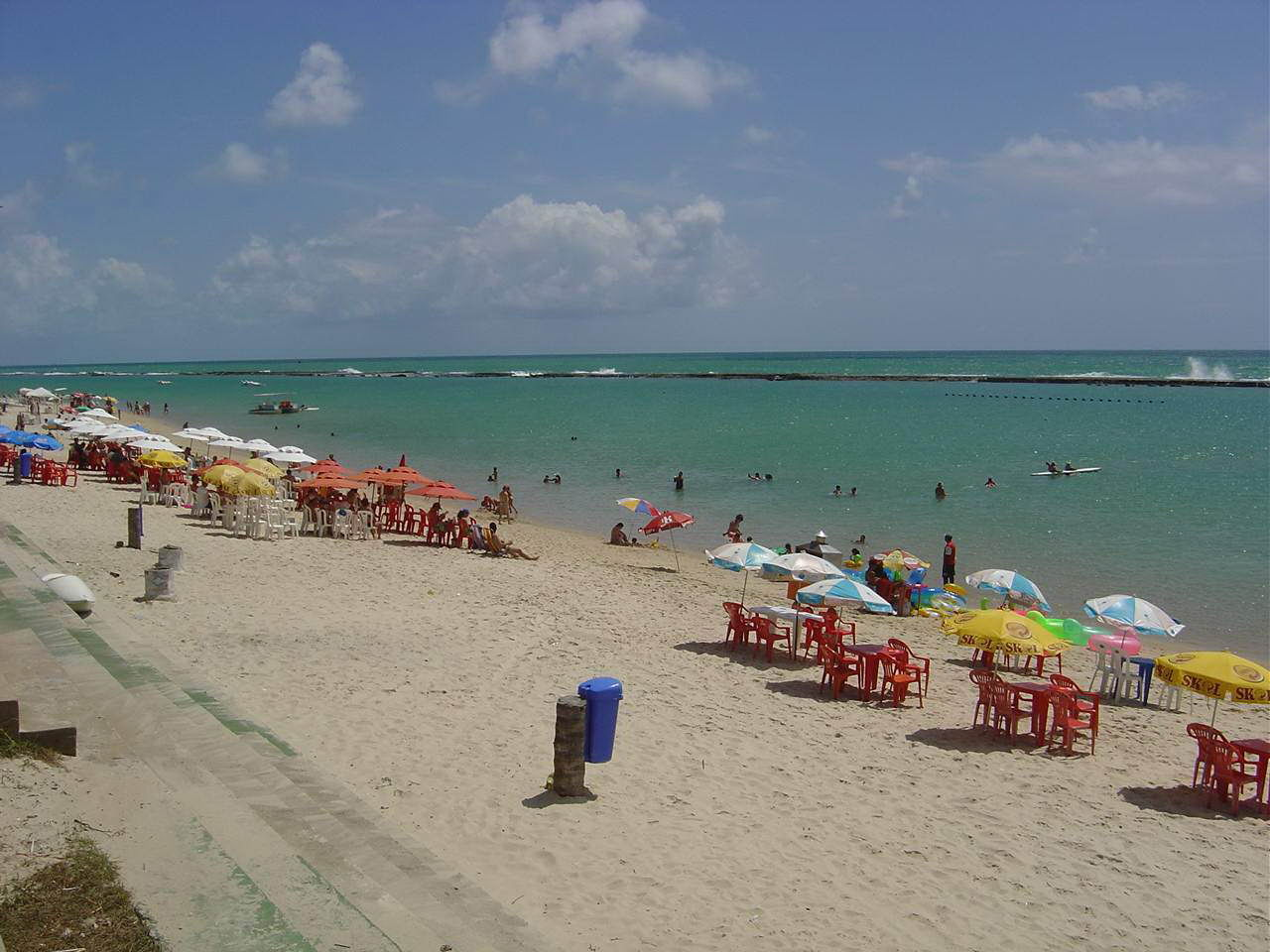
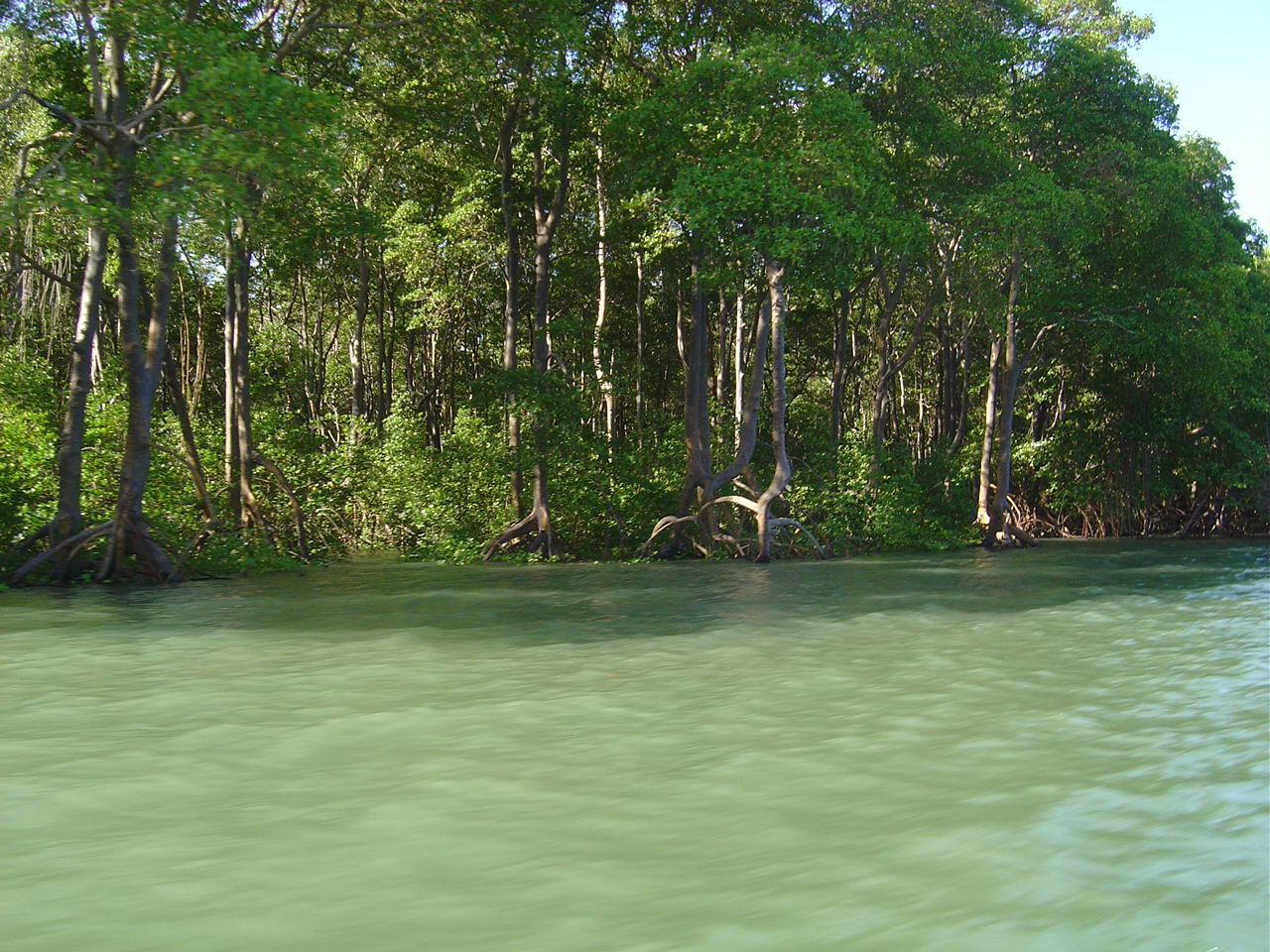
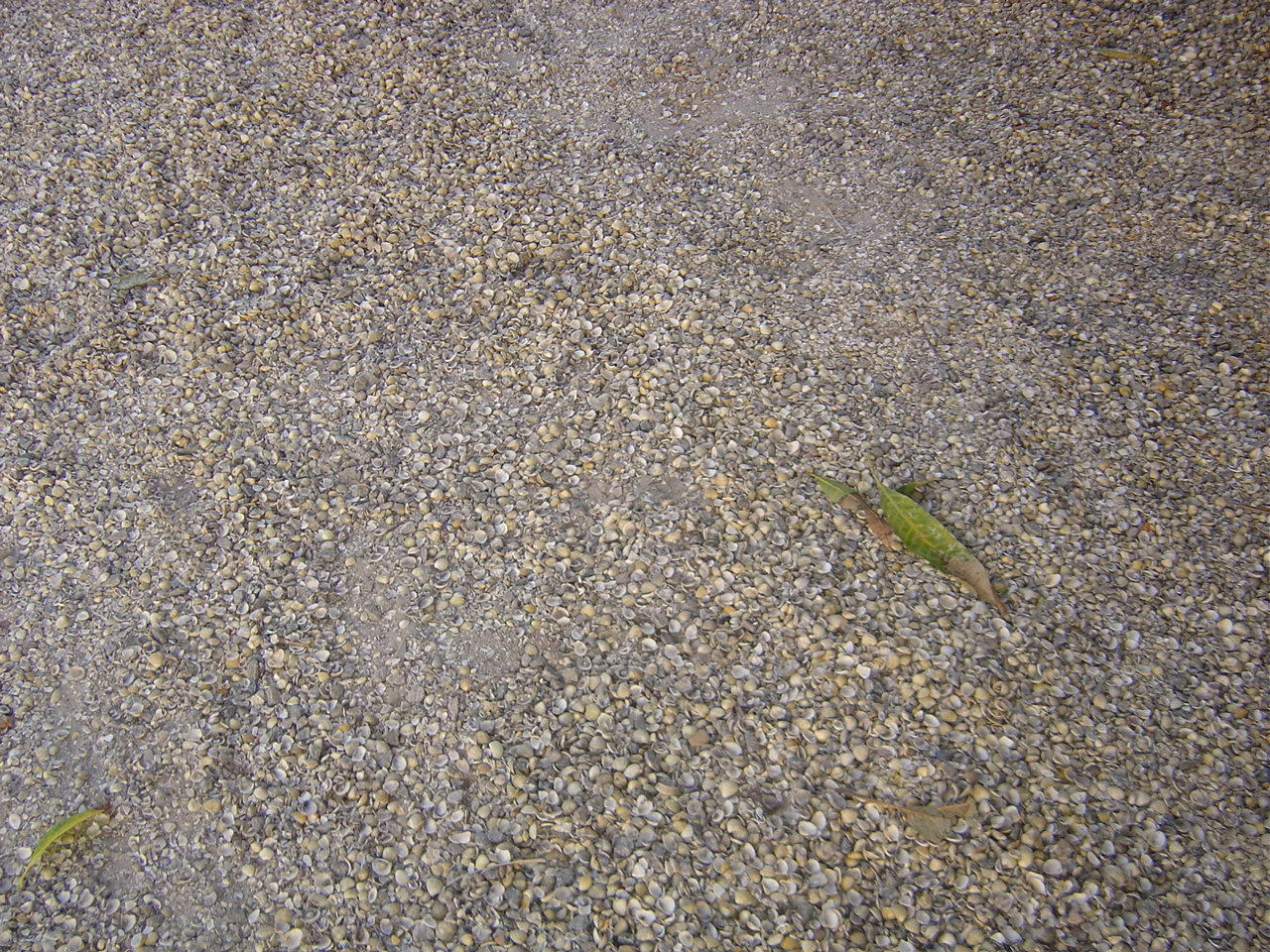
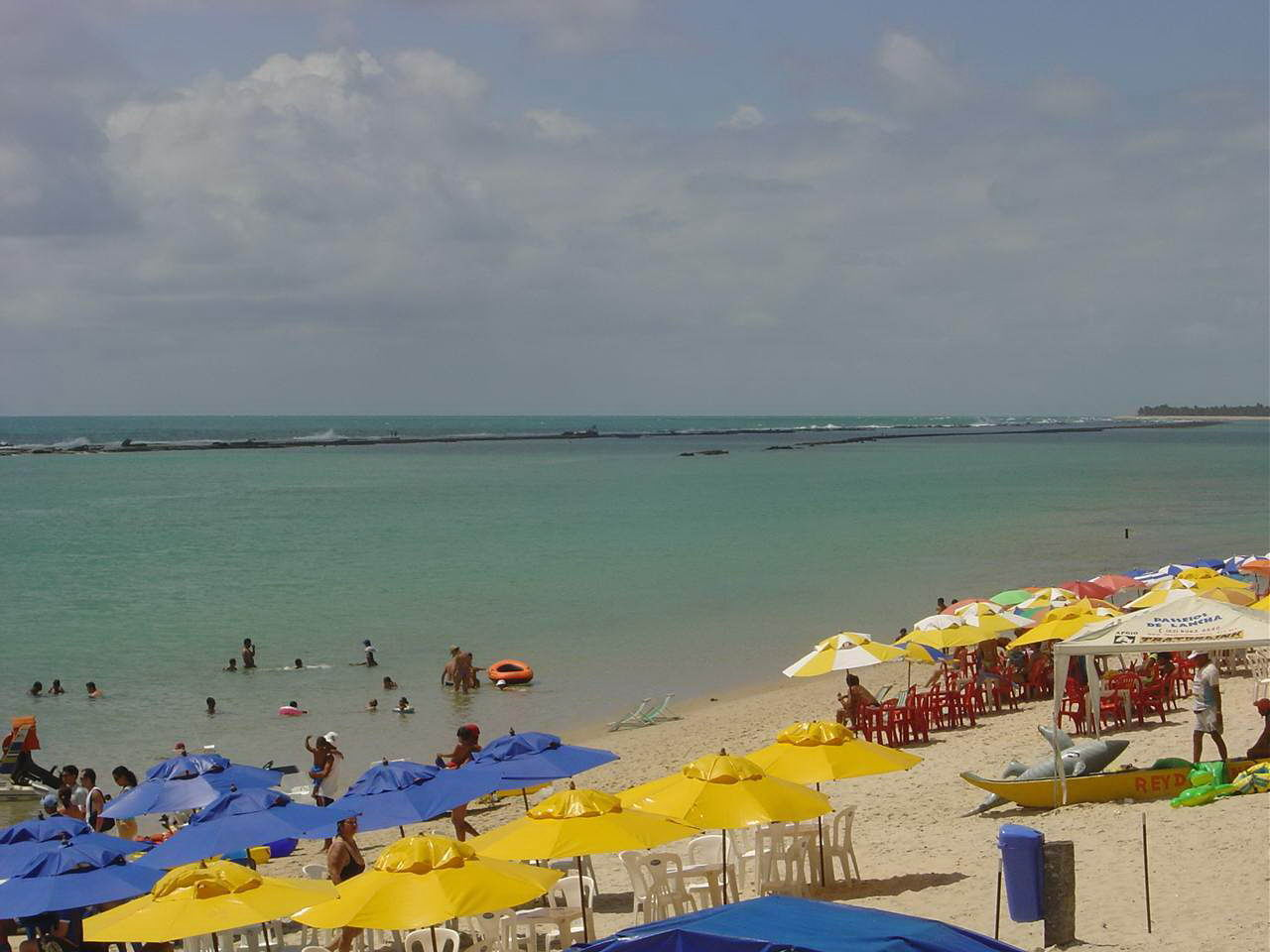
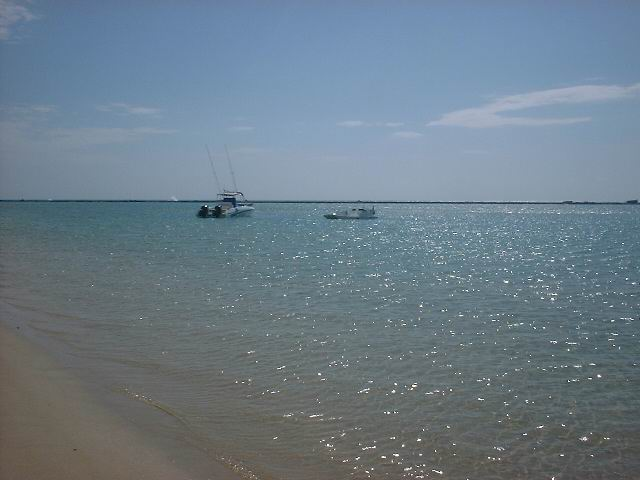

## География
Климат местности: тропический.